# Richard Bruck
Richard Hubert Bruck (26 de dezembro de 1914 – 1991) foi um matemático estadunidense, conhecido por seu trabalho no campo da álgebra, especialmente em suas relações com a geometria projetiva e combinatória.
Bruck estudou na Universidade de Toronto, onde obteve um doutorado em 1940, orientado por Richard Brauer. Dispendeu a maior parte de sua carreira de professor na Universidade do Wisconsin-Madison, onde orientou no mínimo 31 alunos de doutorado.
Recebeu o Prêmio Chauvenet de 1956 por seu artigo Recent Advances in the Foundations of Euclidean Plane Geometry. Em 1962 foi palestrante convidado do Congresso Internacional de Matemáticos em Estocolmo.

## Publicações selecionadas
- Bruck, R.H. (1946), «Contributions to the theory of loops», Transactions of the AMS, 60: 245–354, doi:10.2307/1990147
- Bruck, R. H.; Ryser, H. J. (1949). «The nonexistence of certain finite projective planes». Canadian Journal of Mathematics. 1: 88–92. doi:10.4153/CJM-1949-009-2
- Bruck, R.H.; Kleinfeld, Erwin (1951), «The structure of alternative division rings», Proceedings of the AMS, 2 (6): 878–890, doi:10.1090/s0002-9939-1951-0045099-9
- Bruck, R.H. (1951), «Finite Nets.I.Numerical invariants», Canadian Journal of Mathematics, 3 (1): 94–106, doi:10.4153/cjm-1951-012-7
- Bruck, R.H. (1963), «Finite Nets.II.Uniqueness and imbedding», Pacific Journal of Mathematics, 13 (2): 421–457, doi:10.2140/pjm.1963.13.421
- Bruck, R. H. (1955). «Recent Advances in the Foundations of Euclidean Geometry». Mathematical Association of America. The American Mathematical Monthly. 62 (7): 2–17. JSTOR 2308175
- Bruck, R.H. (1955), «Difference sets in a finite group», Transactions of the AMS, 78 (2): 464–481, doi:10.1090/s0002-9947-1955-0069791-3
- Bruck, R. H. (1958), A Survey of Binary Systems, Berlin: Springer-Verlag (3rd ed. in 1971, ISBN 978-0-387-03497-3)
- Bruck, R. H. (1960), «Some theorems on Moufang loops», Math. Zeit., 73 (1): 59–78, doi:10.1007/bf01163269
- Bruck, R.H.; Bose, R.C. (1964), «The construction of translation planes from projective spaces», Journal of Algebra, 1: 85–102, doi:10.1016/0021-8693(64)90010-9